# Dylemat jeża
Dylemat jeża albo dylemat jeżozwierza jest metaforą wyzwań związanych z intymnością i intymnymi relacjami. Opisuje sytuację grupy jeży, starającej się zbliżyć i trzymać blisko siebie podczas zimnej pogody. Nie mogą tego zrobić, ponieważ nie mogą uniknąć ranienia się nawzajem swoimi ostrymi kolcami. Chociaż wszystkie pragną bliskiego i odwzajemnionego kontaktu, może się on nie zdarzyć z przyczyn, których jeże nie mogą uniknąć. 
Zarówno Arthur Schopenhauer, jak i Zygmunt Freud wykorzystali tę sytuację, aby opisać stan jednostki w stosunku do innych w społeczeństwie. Dylemat jeża sugeruje, że pomimo dobrej woli, intymność nie może wystąpić bez znaczącej wzajemnej krzywdy, a rezultatem są ostrożne zachowania i słabe relacje. Dylemat jeża sugeruje stosowanie umiaru w relacjach z innymi, zarówno ze względu na własny interes, jak i ze względu na innych. Dylemat jeża może służyć jako wytłumaczenie introwersji i narzuconej przez siebie społecznej izolacji. 

## Schopenhauer
Koncepcja ta wywodzi się z następującej przypowieści z niemieckiego filozofa Arthura Schopenhauera Parerga und Paralipomena, tom II, rozdział XXXI, sekcja 396. 

## Freud
Dylemat jeża wkroczył do psychologii po tym, jak opowieść Schopenhauera została odkryta i zaadaptowana przez Zygmunta Freuda. Wersja niemieckiego filozofa została zacytowana przez Freuda w przypisie do jego pracy z 1921 r. pod tytułem Psychologia zbiorowości i analiza "ja" (niem. Massenpsychologie und Ich-Analyse). Freud oświadczył, że jego podróż do Stanów Zjednoczonych w 1909 roku była następująca: "Jadę do USA, aby zobaczyć dzikiego jeżozwierza i dać kilka wykładów". 

## Społeczne badania psychologiczne
Dylemat ten uzyskał empiryczną uwagę we współczesnych naukach psychologicznych. Jon Maner z zespołem (Nathan DeWall, Roy Baumeister i Mark Schaller) odnosili się do "problemu jeżozwierza" Schopenhauera interpretując wyniki z eksperymentów badających reakcje na ostracyzm i inne formy społecznego odrzucenia. Ich wyniki ujawniły, że w przypadku osób, które cierpią na fobie społeczne, doświadczenie odrzucenia doprowadziło do tego, że ludzie są względnie mało skłonni do socjalizacji; ale wśród osób o bardziej optymistycznych skłonnościach, doświadczenie odrzucenia doprowadziło do wzmożonych wysiłków, aby zbliżyć się do innych. Stwierdzili, że choć według Schoppenhauera ludzie ostatecznie doprowadzają siebie do zachowania dystansu i umiarkowanego zaspokojenia potrzeb, to filozof był znany ze zgorzknienia i egoizmu, co mogło wpłynąć na pesymistyczną filozofię.

## W kulturze popularnej
Przypowieść ta stała się podstawą wielu dzieł kultury, w tym odcinka Dylemat jeża serialu anime Neon Genesis Evangelion. Wielokrotnie nagradzany film krótkometrażowy Henry jest modernistyczną wersją dylematu jeża: w tej opowieści jeż ostatecznie odnajduje komfort towarzyski dzięki żółwiowi, niewrażliwemu na kolce jeża. W kontekście pierwotnego dylematu można to uznać za potrzebę zróżnicowania ludzkich preferencji społecznych. 